# اختطاف
الاختطاف هو أسلوب يقوم به مجموعة من الناس لها حد أدنى من القدرة الجسدية لتكبيل شخص ما ونقله إلى مكان مجهول ويمكن أن يكون بالمساومة عليه من أجل إطلاق سراحه مقابل الحصول على مبالغ مالية كبيرة أو من غير مساومة أو بتهديد أو بغير تهديد ولربما يقتلونه. وتلجأ المجموعة الخاطفة إلى هذا الأسلوب لتحقيق أهداف تختلف من حالة إلى أخرى حسب دافع الاختطاف . وقد يكون الاختطاف بقصد الفدية عندما يكون موجهاً للطفل أو ابن أحد الأثرياء وتقوم بالعملية إحدى العصابات المتخصصة في هذا الأمر.

## أسباب الاختطاف
قد تكون :
- المال فقد يطلب الخاطفون فدية.
- المساومة السياسية وهكذا بعض من يوصف فعله بالإرهاب.
- تبادل أسرى الحرب.

## أنواع الاختطاف
هي :
- خطف الأطفال
- خطف الطائرات
- خطف الرهائن
- اختطاف السفن